# 天より高く (現津みかみの漫画)
『天より高く』（てんよりたかく）は、現津みかみの漫画。『まんがタイムきららフォワード』（芳文社）2007年11月号から2009年1月号まで不定期連載していた。

## ストーリー
小高い丘の上に街を見下ろすような形で立てられており、生徒のほとんどが名家の子息・令嬢で占められているため「天上学園」の別名で呼ばれることもある日の宮学園。その中にあって、近衛浩之は1人だけ庶民の出身で、奨学金を受けながら通学していた。
そんなある日、浩之は秘かに憧れていた西園寺家の令嬢・遥に思いがけず呼び止められる。遥は浩之の前で転倒した際にクマさんパンツを見られたのではないかと思い込んでいて、家訓に従い浩之にも自分と同等の恥をかかせようと、使用人たちまで従えて浩之を追いかけ回すが、その際に校舎を破損させてしまう。いつも通りに父親が建て替えてくれるものだとばかり思っていた遥だったが、そこへ父が現れ、遥のわがままで無用の支出がかさむことを問題視され、親族会議で西園寺グループ総帥の座を追われそうだと告げて、姿をくらましてしまう。
こうして父親の後ろ盾を失った遥は、瞬時に貧乏生活へ転落してしまい、他に頼る相手もいないため、浩之が1人で暮らす古びた平屋建ての家で共同生活を始めることにする。

## 登場人物
作中では人名に読み仮名が振られていないため、本項でも読み仮名は省略する。
西園寺 遥
日本有数の名家・西園寺家の令嬢。であったが、常日頃からわがまま三昧で一族の財産を浪費させていることがかねてから問題視されており、誤解から浩之を追いかけ回して日の宮学園の校舎を破損させた事件が決定打となり、父親は西園寺グループ総帥より解任され、貧乏生活を余儀なくされることに。
その後は家訓に従い、過失により自分の唇を奪った浩之の家に居候している。貧乏生活には一向に馴染めず、また家事も全く出来ないため「お荷物」状態であるが、プライドの高さだけは従前と変わらず、浩之が自分のために尽くすのは当然だと思っている。
近衛 浩之
名家の子息・令嬢が生徒のほとんどを占める日の宮学園においてただ1人、庶民出身の生徒。両親を早くに亡くし、唯一の財産は老朽化の著しい平屋建ての一軒家のみであるが、奨学金を受けながら通学している。
遥に対しては秘かに憧れを抱いていたが、自分とは全く釣り合わない高嶺の花だと思い、積極的にアプローチをすることはなかった。ところが、遥の一方的な誤解に端を発する騒動で過失とはいえ遥の唇を奪ってしまい、さらには貧乏生活へ転落した遥と自宅で共同生活をすることになってしまう。
あかり
浩之の幼馴染みで、家は近所だが現在は別の学校に通っている。浩之の貧乏生活を常日頃から気遣っており、夕食のお裾分けをする関係であったが、遥の出現と浩之の自分に対する態度が変わったことにショックを受けている。
久我 しのぶ
遥の父が借金返済のため、勝手に浩之の家を抵当に入れた際に登場した「伝説の回収人」。外見は子供っぽいが、人並み外れた腕力を持つ。もっとも、債権の回収に際してはその腕力でなく泣き落としを主に用いていた。浩之たちには泣き落としが通じなかったことから自分の未熟さに気付き、家の差し押さえを断念して2人目の居候となる。
宇都宮 曜子
日の宮学園の生徒会副会長。西園寺家に次ぐ資産規模を誇る宇都宮家の令嬢。遥が貧乏生活へ転落する以前は何かと食ってかかっていた。その遥が浩之以外の誰にも相手にされなくなったことを、最初はいい気味だと思っていたものの、遥へのいじめが始まり、それを扇動していたのではないかと疑われたことから、生徒会の総力を挙げて真犯人を突き止めることを宣言する。
金野 成光
一代で財を成し、新興の企業グループを率いている金野家の子息。ナルシシズムの傾向が強く、クラス内では浮いた存在。貧乏生活へ転落した遥の力になりたいと執拗にアプローチしているが、全く相手にされていない。
間宮 末次
生徒会会計。曜子のパシリをさせられている。
宝生院 達也
生徒会長。生徒会の実権は副会長の曜子が実質的に掌握しているため、ややお飾り気味。

## 単行本
1. 2009年1月28日初版 ISBN 978-4-8322-7768-7